# برازیلئیا
برازیلئیا (به پرتغالی: Brasiléia) یکی از شهرستان های برزیل است که در اکری واقع شده‌است.

## خصوصیات
برازیلئیا ۴٬۳۳۶ کیلومترمربع مساحت و ۲۱٬۴۳۸ نفر جمعیت دارد.